# Bobby Andonow
Bobby Andonow (mac. Боби Андонов; ur. 28 sierpnia 1995 w Melbourne) – australijski piosenkarz, autor tekstów i producent muzyczny pochodzenia macedońskiego.

## Życiorys
Urodził się w Melbourne w Australii w rodzinie Macedończyków pochodzących z miasta Strumica położonego w południowo-wschodniej Macedonii. W 2008, reprezentując Macedonię Północną z utworem „Prati mi SMS”, zajął piąte miejsce w finale 6. Konkursu Piosenki Eurowizji Junior na Cyprze. W 2010 został finalistą czwartej edycji programu Australia’s Got Talent.
W 2014 współtworzył utwór „Born to Run” do debiutanckiego album Afrojacka pt. Forget the World. W 2015 podpisał kontrakt z wytwórnią Hollywood Records i przeprowadził się do Los Angeles. 20 października 2017 wydał singiel „Apartment”, z którym dotarł do dziewiątego miejsca na globalnej liście Spotify Top 50.

## Dyskografia

### Single
| Rok  | Tytuł                |
| ---- | -------------------- |
| 2008 | „Prati mi SMS”       |
| 2017 | „Apartment”          |
| 2018 | „Faithful”           |
| 2018 | „Smoke”              |
| 2022 | „Untill the Morning” |
| 2022 | „Night Crawls”       |
| 2023 | „Bad Decisions”      |
| 2023 | „War is Love”        |